# Mycena galopus
Mycena galopus (Christian Hendrik Persoon, 1800 ex Paul Kummer, 1871), din încrengătura Basidiomycota, în familia Mycenaceae și de genul Mycena, denumită în popor căciulița mușchiului, umbreluța mușchiului  sau umbreluță de apă, este o  specie saprofită de ciuperci necomestibile. Acest burete foarte comun se dezvoltă în România, Basarabia și Bucovina de Nord, preferabil pe vreme umedă, adesea în mase (dar nu în mănuchiuri), în păduri de tot felul. Acolo se găsește, de la câmpie la munte, în paturi de mușchi, între frunze, pe trunchiuri acoperite cu mușchi, pe substrat lemnos în descompunere, mai ales pe cel de molid și fag. Timpul fructificării este din (aprilie) mai până în decembrie și, dacă nu este geros, chiar și iarna.

## Taxonomie

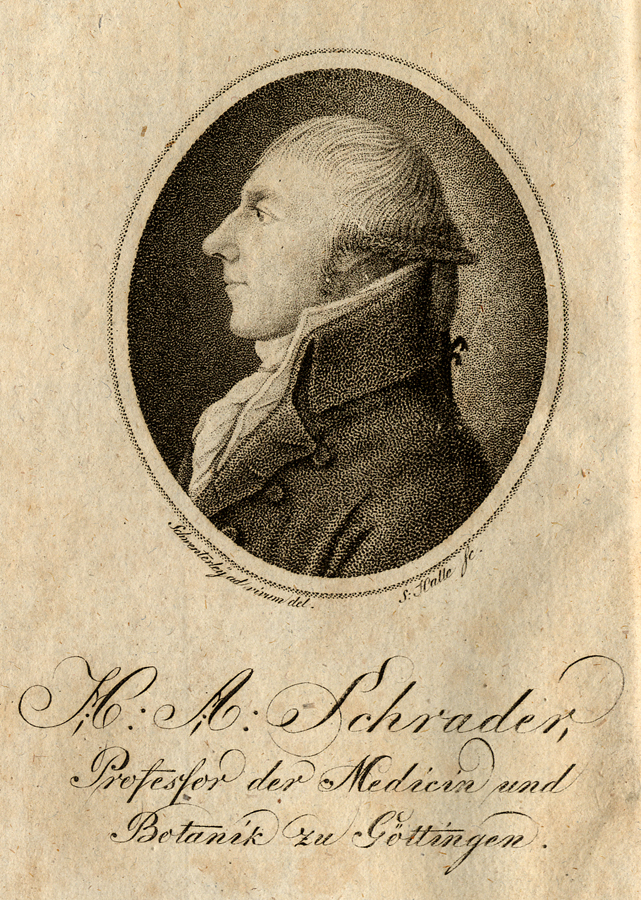
H. Schrader

Primul care a descris specia drept Agaricus lactescens a fost botanistul și micologul german Heinrich Adolph Schrader (1767-1836) în lucrarea sa Spicilegium florae germanicae din 1794. Dar s-a hotărât, că numele binomial este Agaricus galopus, creat de renumitul savant bur Christian Hendrik Persoon în volumul 2 al operei sale Observationes mycologicae. Seu descriptiones tam novorum, quam notabilium din 1800.
Specia a fost transferată corect de micologul german Paul Kummer la genul Mycena, mai întâi cu epitetul galopoda,  corectat ulterior în galopus, de verificat în opera sa principală Der Führer in die Pilzkunde: Anleitung zum methodischen, leichten und sicheren Bestimmen der in Deutschland vorkommenden Pilze mit Ausnahme der Schimmel- und allzu winzigen Schleim- und Kern-Pilzchen din 1871, din 1871. Acest taxon este valabil până în prezent (2023). Toate celelalte încercări de redenumire cu excepția variaților albe și negre, acceptate sinonim nu sunt folosite, fiind astfel neglijabile.
Numele generic se trage din cuvântul de limba greacă veche (greacă veche μύχης=ciupercă, burete), iar Epitetul specific este compus din cuvintele (greacă veche γάλα=lapte) și (greacă veche πόύς=picior), datorită sucului care curge după o leziune în mare parte din picior.

## Descriere

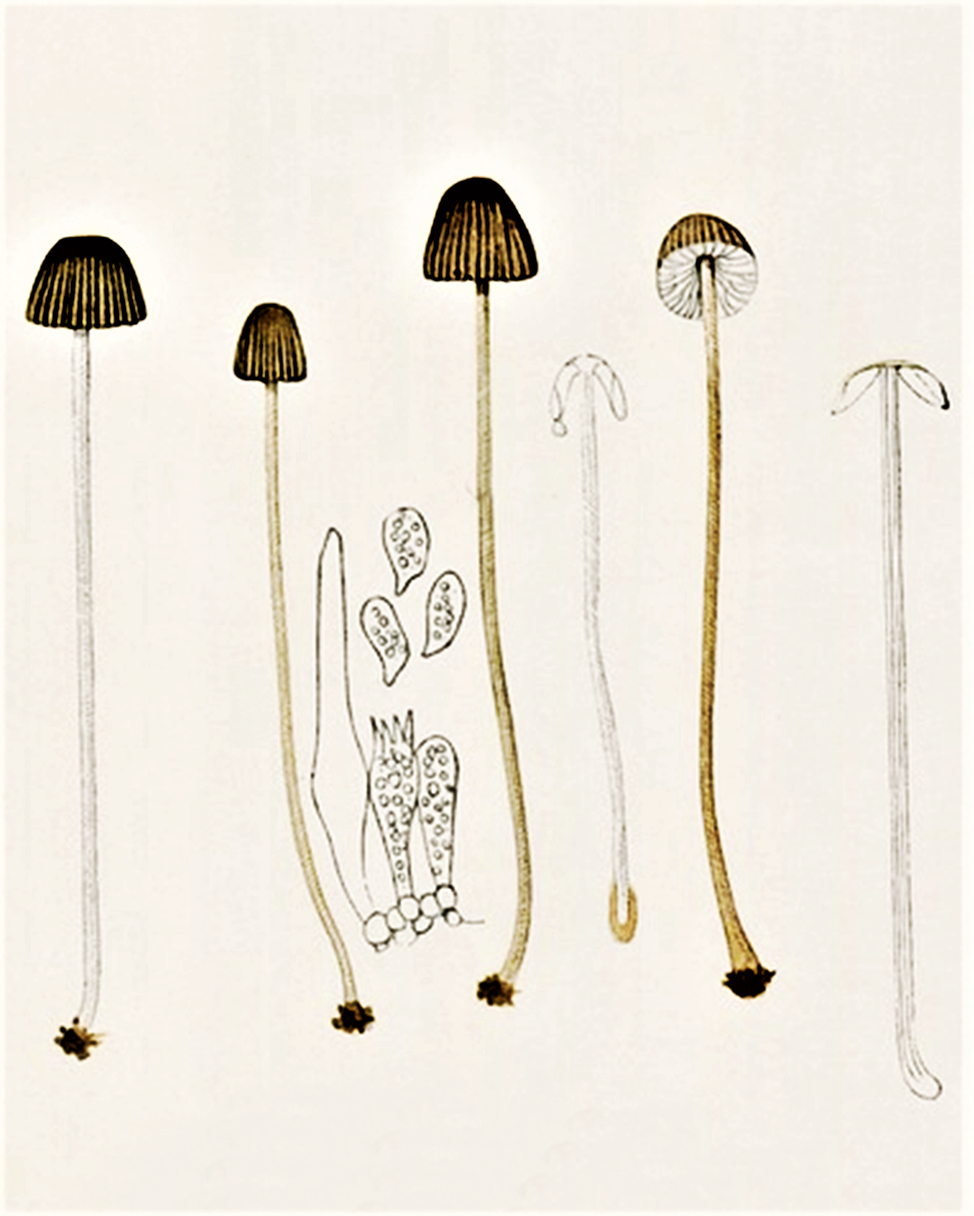
Bres.: Mycena galopoda

- Pălăria: are un diametru de 1-3,5 cm, este subțire, higrofană (își schimbă culoarea atunci când pierde sau absoarbă apă), inițial conică, în formă de umbreluță. Cu timpul se aplatizează din ce în ce mai mult cu marginea mai mult sau mai puțin răsucită în sus, dezvoltând o cocoașă destul de mare, nu ascuțită, mai degrabă turtită sau rotunjită. Cuticula este netedă cu caneluri ondulate radiale bine vizibile, la umezeală aproape translucidă. Culoarea este gri-albicioasă până gri-brună, cu nuanțe mai închise spre centru și marginea mai palidă. Depinde de variație poate fi și albă (=Mycena galopus var. alba/candida)[13] sau negricioasă (=Mycena galopus var. nigra).[14]
- Lamelele: ascendente sunt groase, clar distanțate între ele, cu lamele intermediare la margine, muchii netede sau slab și larg dințate, fiind bombat aderente la picior. Coloritul este pentru mult timp albicios, apoi brun-albicios până gri-brun, muchiile rămânând mereu albe. Între lamele se găsesc uneori picături mici unui lapte alb.
- Piciorul: este mereu mai lung ca diametrul pălăriei cu o înălțime de 4-6 (8) cm și o grosime de 0,15-0,3 cm, fiind elastic, cilindric, neted, gol pe interior și fără inel. Baza este nu rar îngroșată și alb-pâsloasă. Acolo unde este rupt, excretă un suc alb. Coloritul este gri-brun, spre vârf albicios și brumat în tinerețe, spre bază mai închis brun. Depinde de variație poate fi și alb sau negricios (vezi mai sus).
- Carnea: este foarte subțire și nesubstanțială, în pălărie moale, în picior elastică. Mirosul amintește de ridichi sau varză cu un ton pământos, gustul fiind asemănător și blând. Sucul alb de aceiași calitate nu se decolorează. Buretele este variabil, deoarece modifică aspectul său în stare uscată, prezentând de asemenea forme albicioase sau negricioase, și, prin urmare, este nu prea ușor de determinat, dacă nu se dă seama de miros și de sucul exsudat.[5][6]
- Caracteristici microscopice: sunt slab elipsoidali în formă de pară, netezi și amilozi (ce înseamnă colorabilitatea structurilor tisulare folosind reactivi de iod), colorându-se brun-vinaceu, sub microscop hialini (translucizi), cu o mărime de 9-12 x 5-6 microni. Pulberea lor este crem-albicioasă. Basidiile cu 4 sterigme în formă de măciucă, lungi de 7 µm, măsoară 30-35 x 6-8 microni. Cheilocistidele (cistide de pe muchia lamelor) sunt fusiform-bulboase cu vârfuri țuguiate, uneori furcate, formând o bandă sterilă pe muchii și măsurând 60-90 x 10-18 microni. Pleurocistidele (cele laterale pe lamele) sunt asemănătoare. Hifele ramificate și gelatinoase ale cuticulei au o lărgime de 1-3,5 microni.[15]
- Reacții chimice: nu sunt cunoscute.[16]

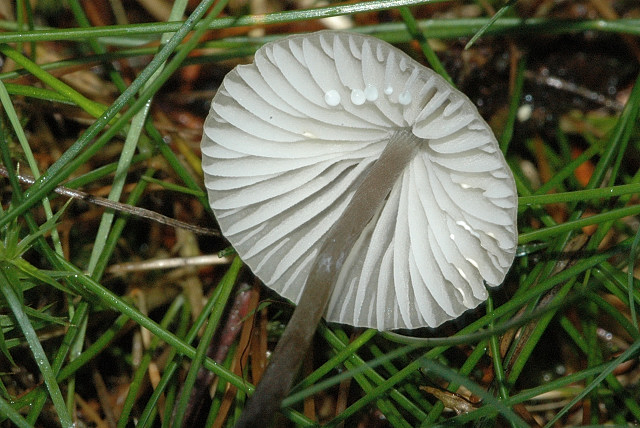
M. galopus, lamele și picior
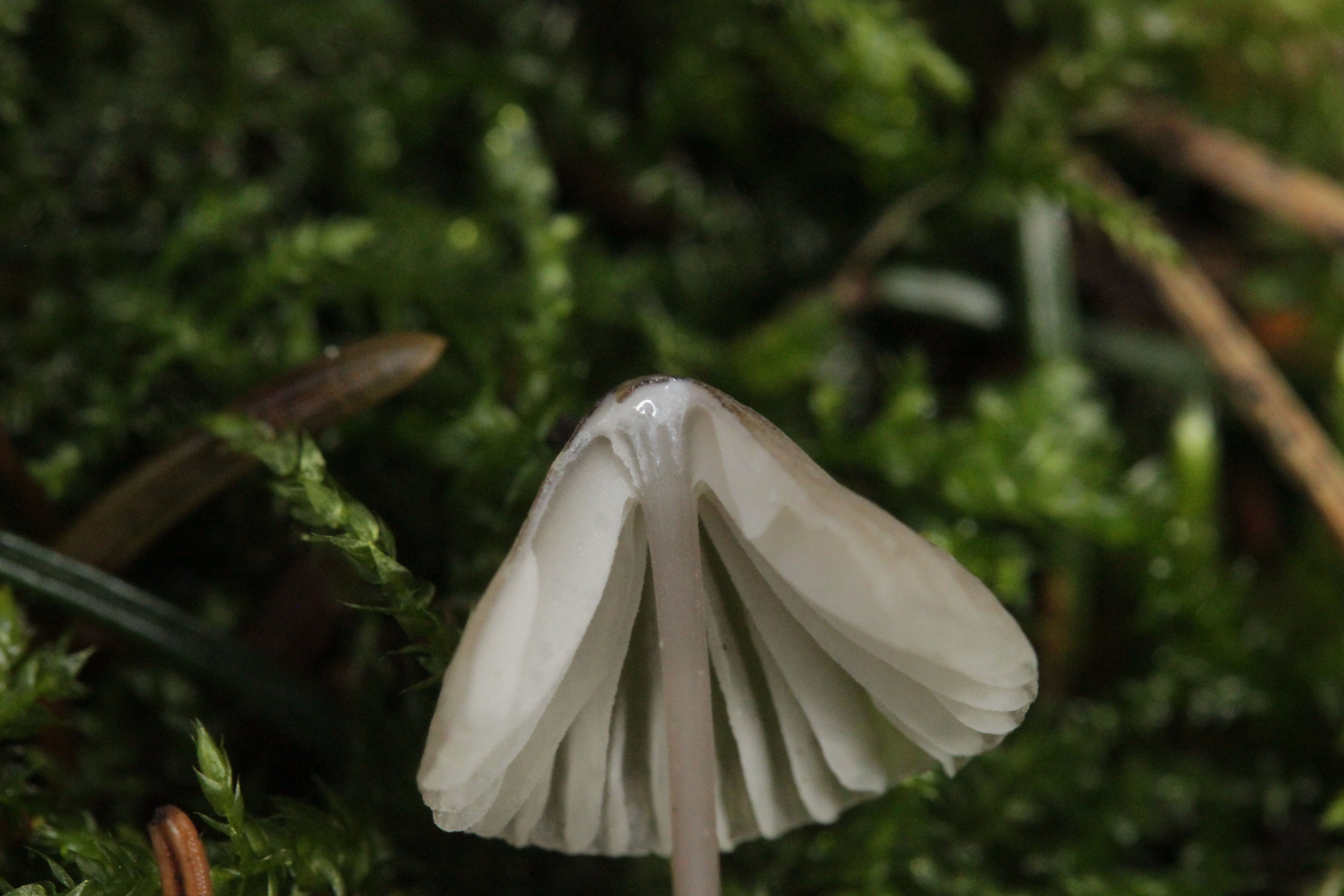
M. galopus, secțiune longitudinală
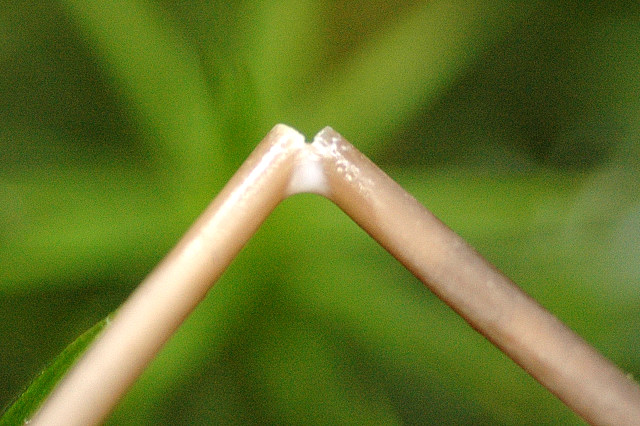
M. galopus, picior frânt cu suc
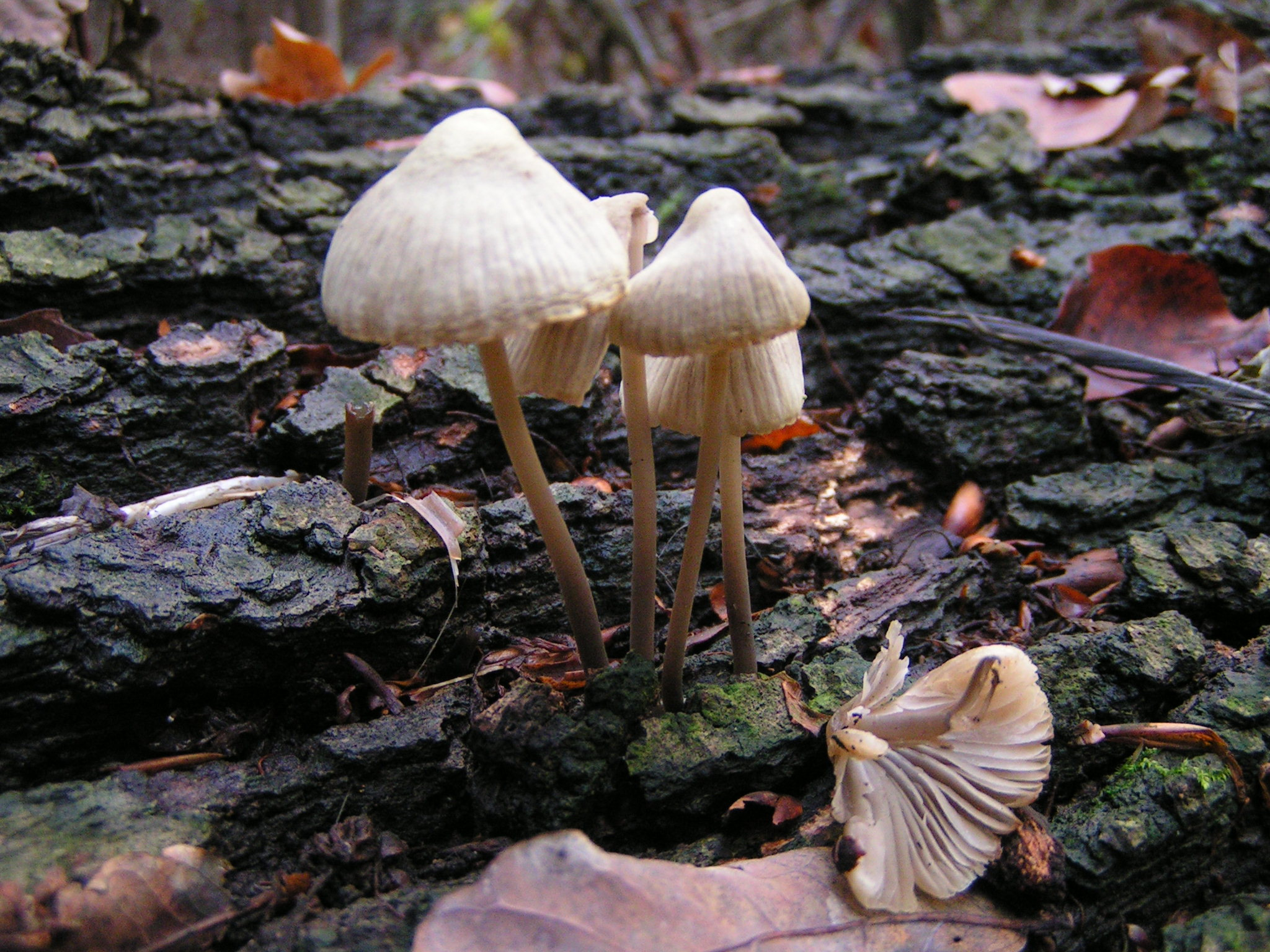
M. galopus albi, mai tineri
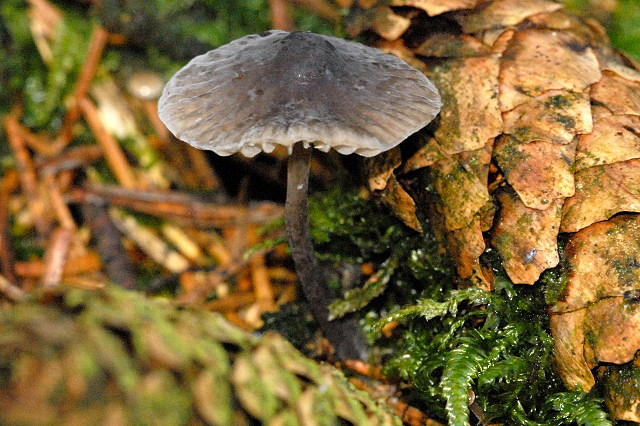
M. galopus var. nigra bătrân

## Confuzii
Umbreluța mușchiului poate fi confundată cu alte specii ale genului, cu toate necomestibile, în primul rând cu suratele ei Mycena leucogala (neagră, lapte alb) și Mycena erubescens (amară, lapte alb), iar dacă nu se dă seama de sucul alb conținut, de asemenea cu multe altele, numai exemplar cu: Mycena abramsii sin. Mycena praecox, Mycena aetites, Mycena cinerella, Mycena diosma, Mycena epipterygia, Mycena galericulata, Mycena haematopus (lapte roșu), Mycena inclinata (crește în mănuchiuri, miros rânced), Mycena latifolia, Mycena maculata, Mycena polygramma, Mycena renati sin. Mycena flavipes (miros de clor), Mycena rosea, Mycena sanguinolenta (suc brun-roșiatic) sau Mycena vitilis.

## Ciuperci asemănătoare în imagini

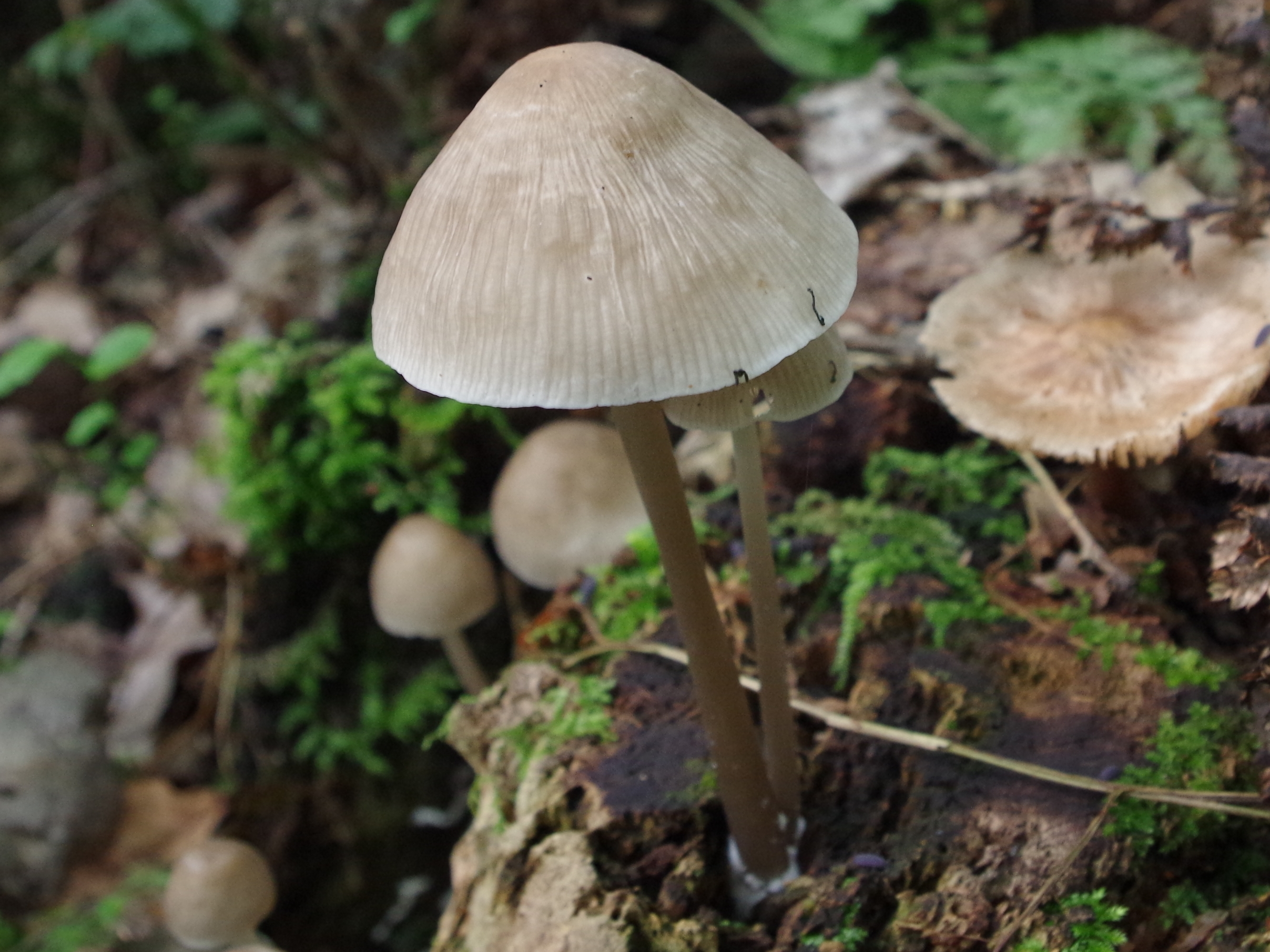
Mycena abramsii sin. Mycena praecox
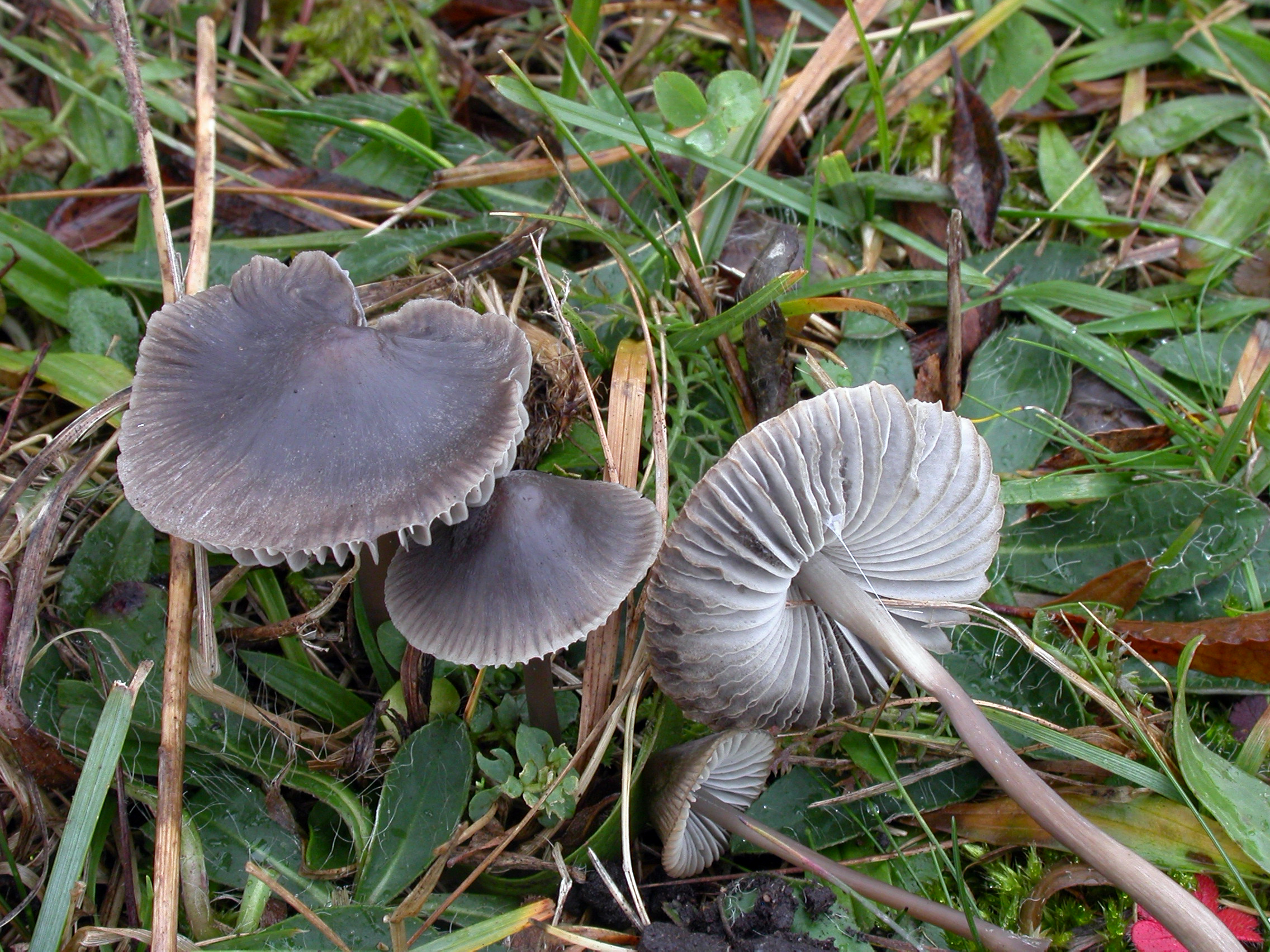
Mycena aetites
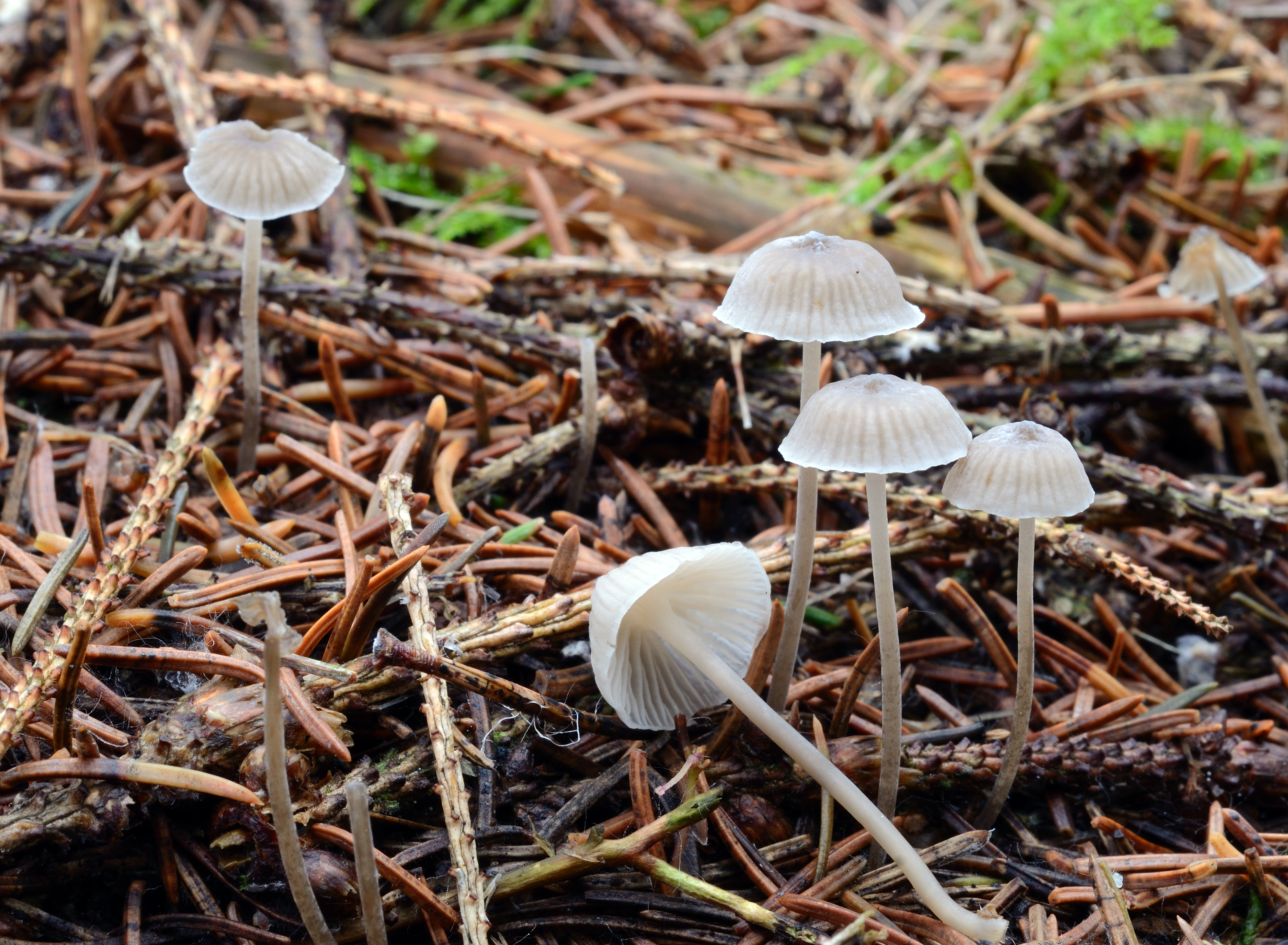
Mycena cinerella
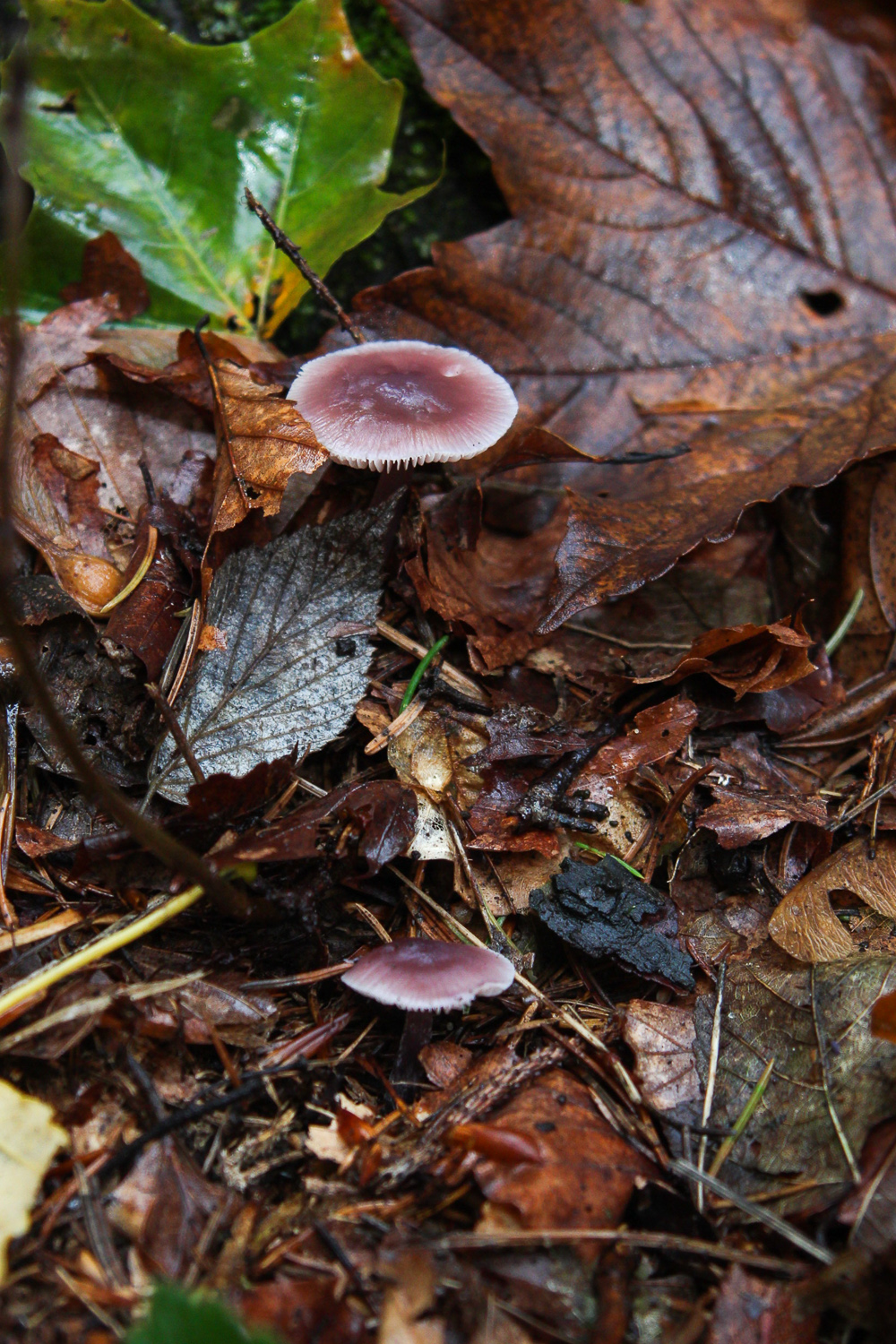
Mycena diosma
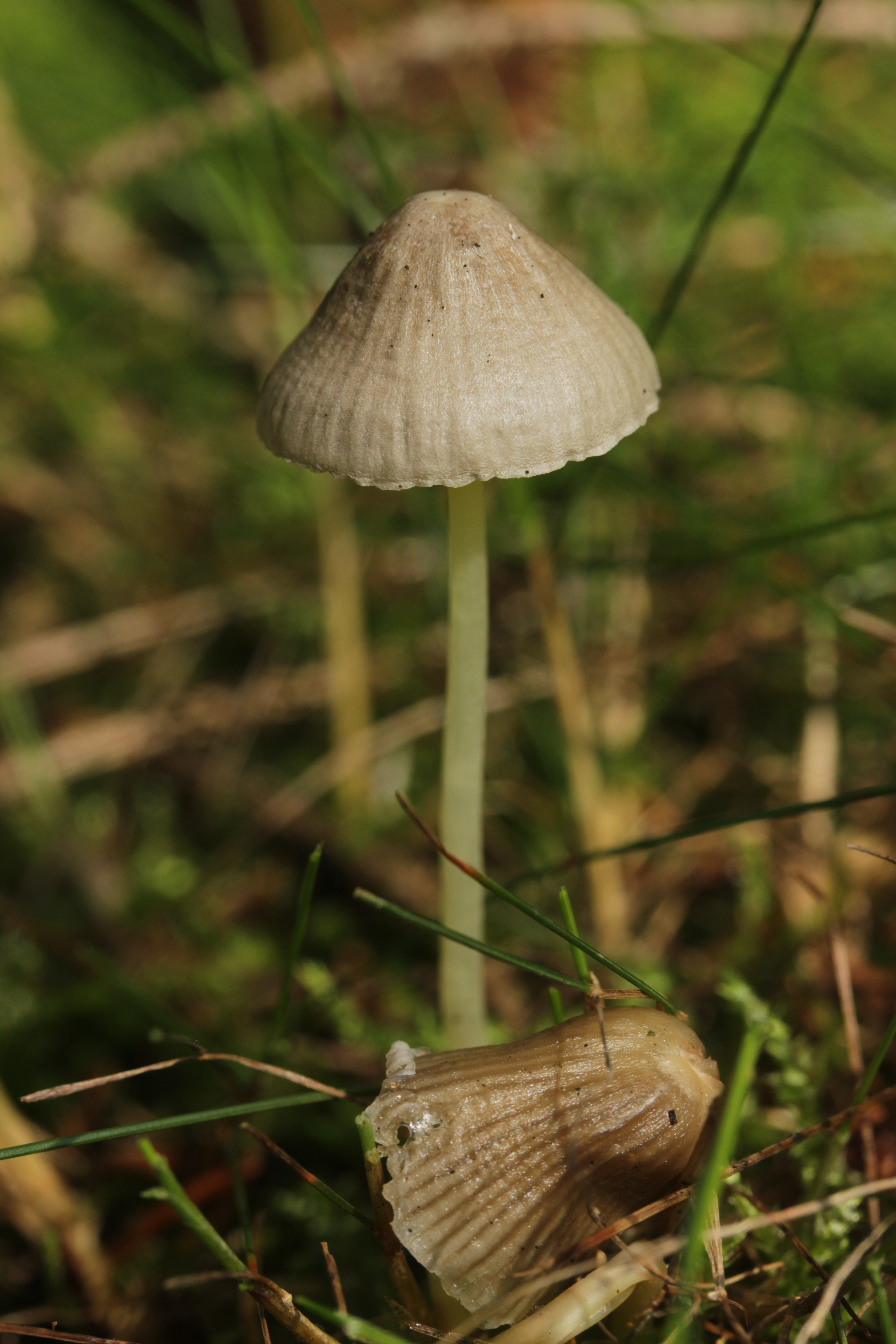
Mycena epipterygia

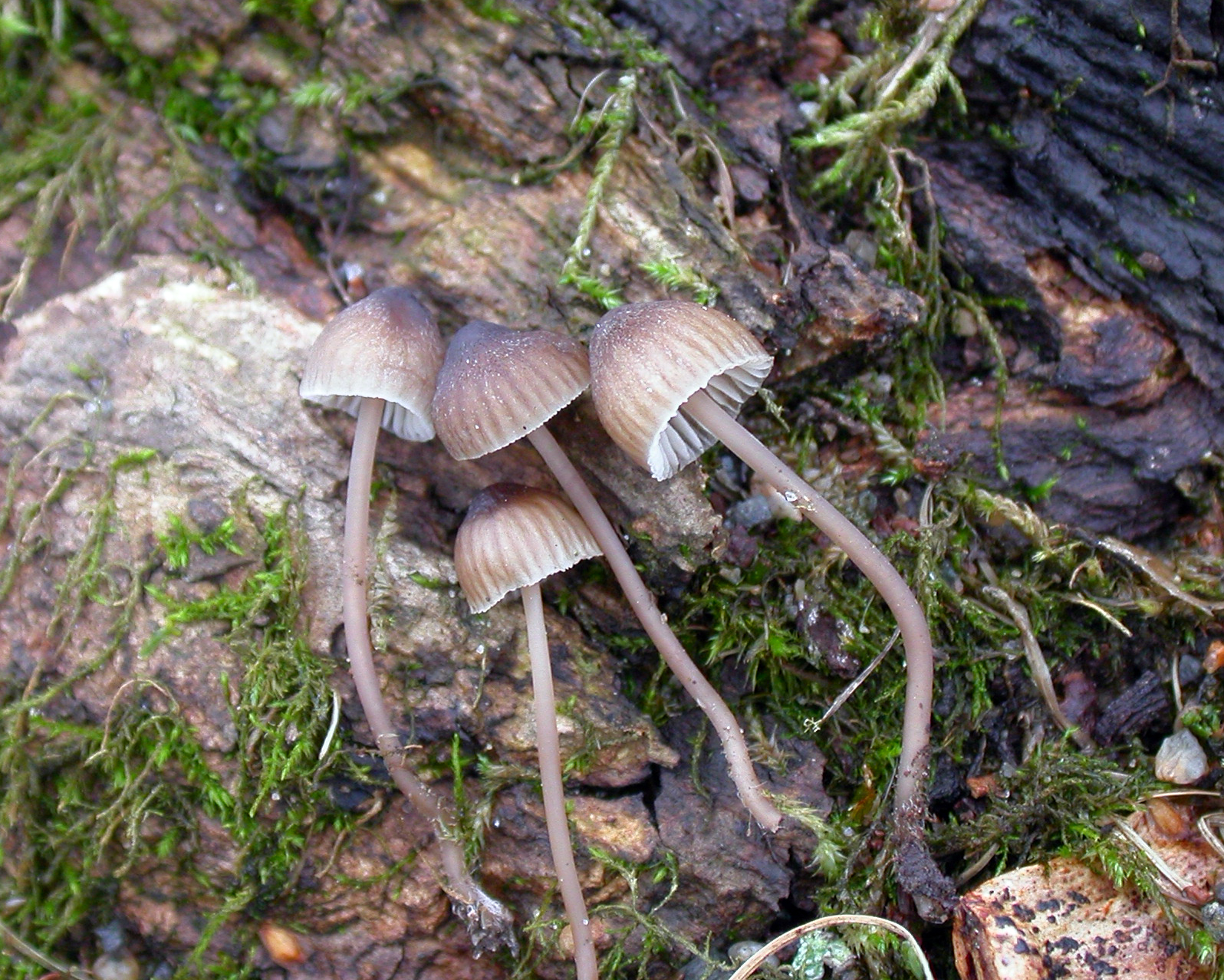
Mycena erubescens
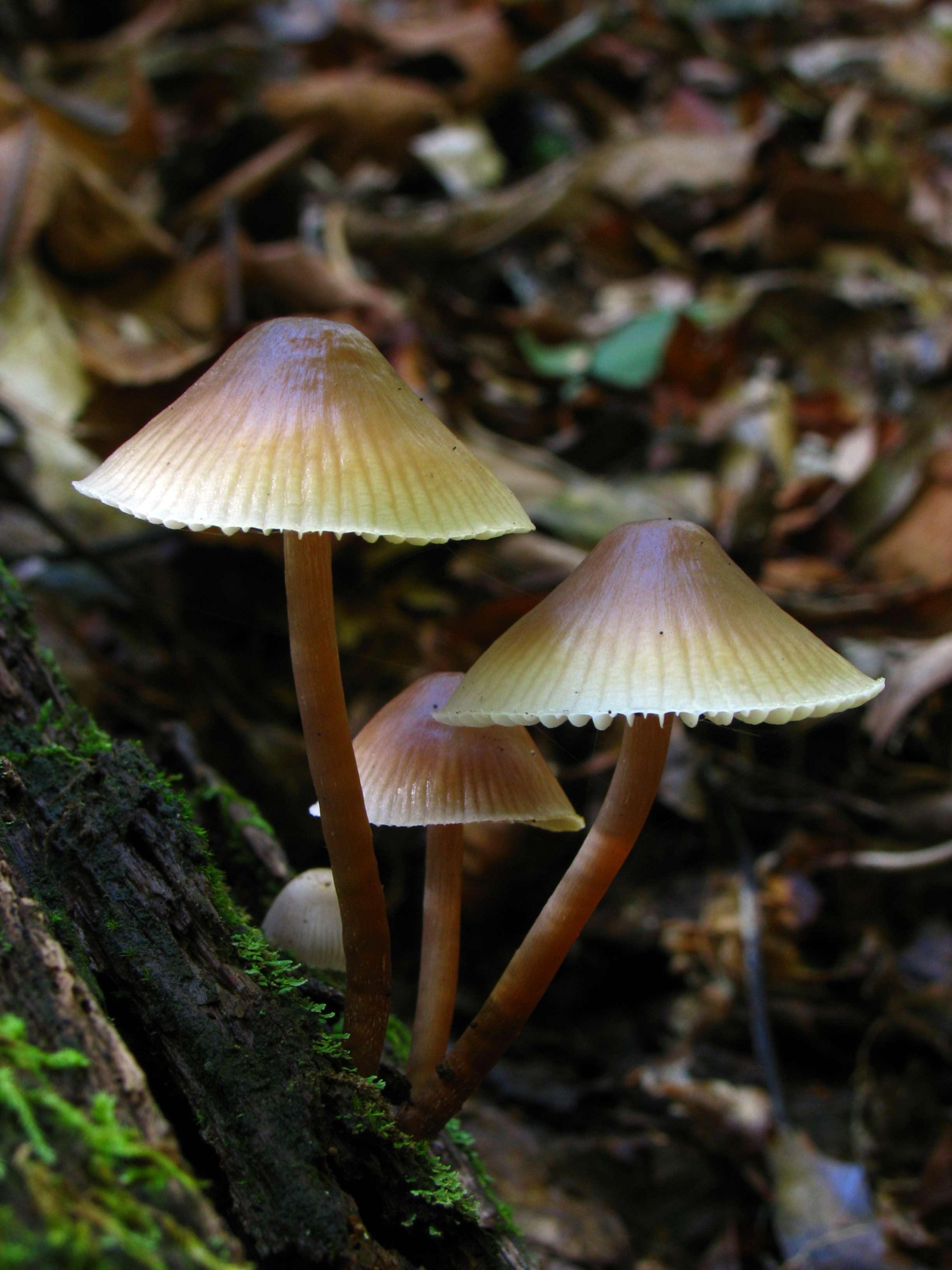
Mycena galericulata
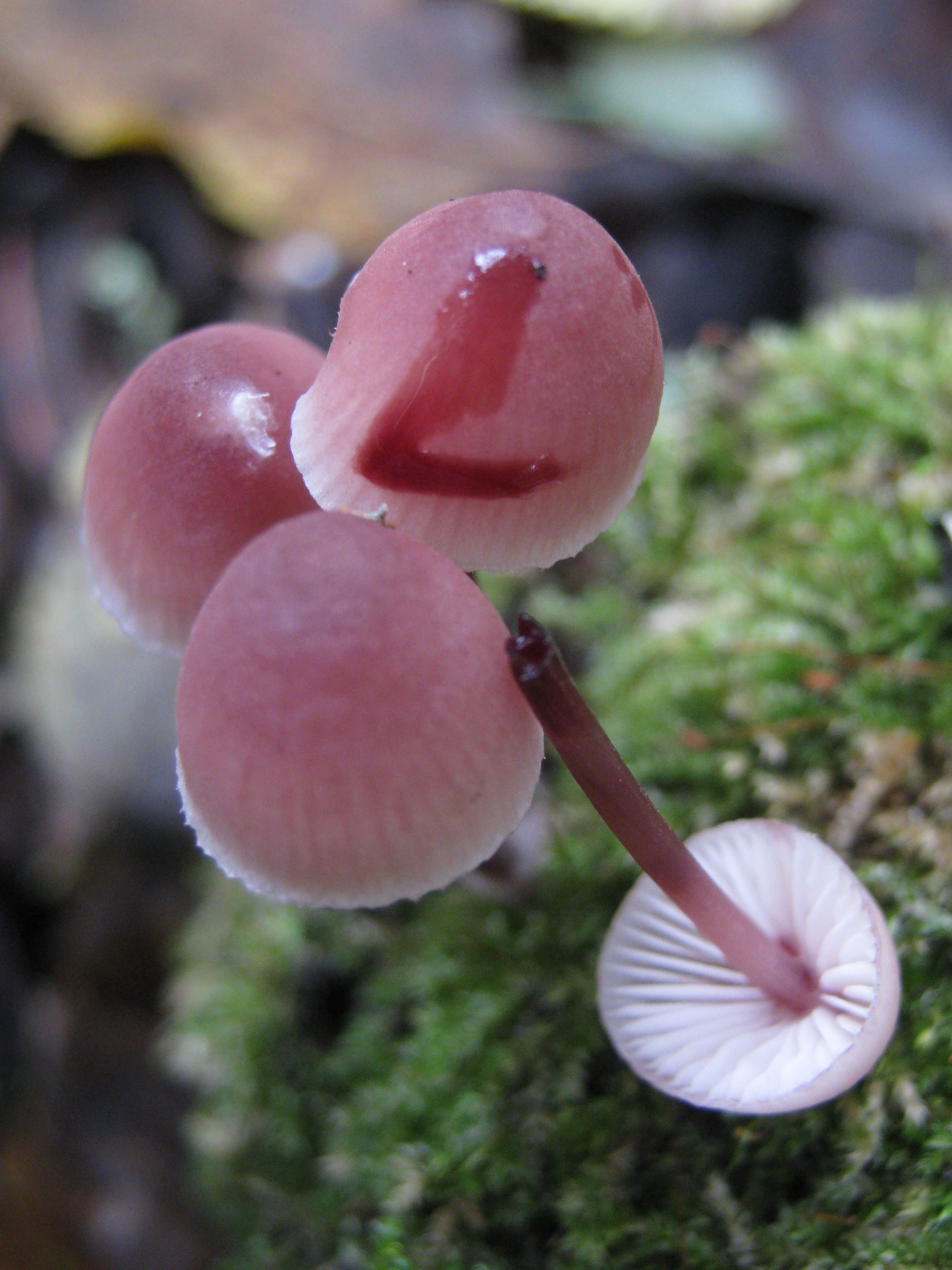
Mycena haematopus
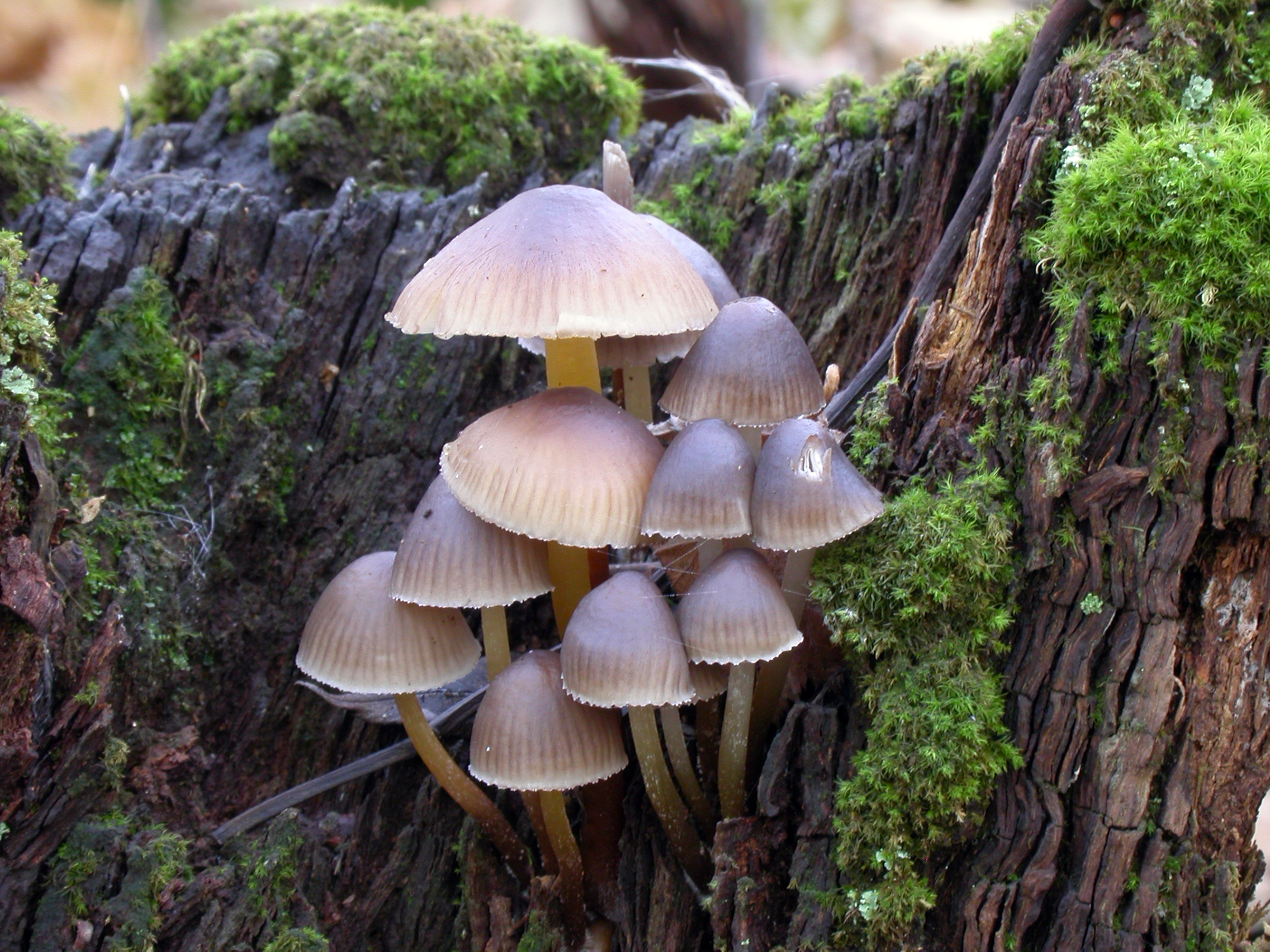
Mycena inclinata

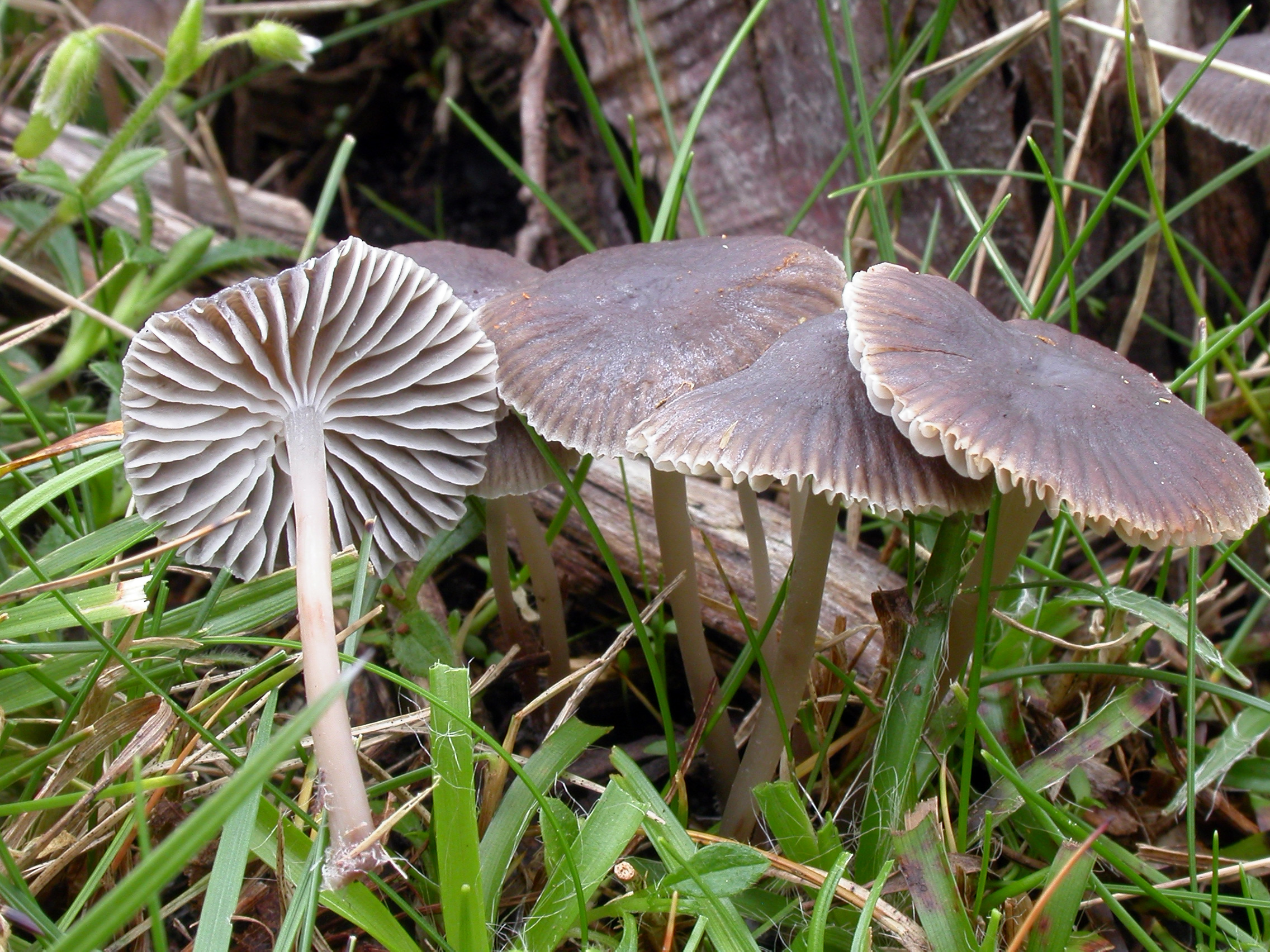
Mycena latifolia
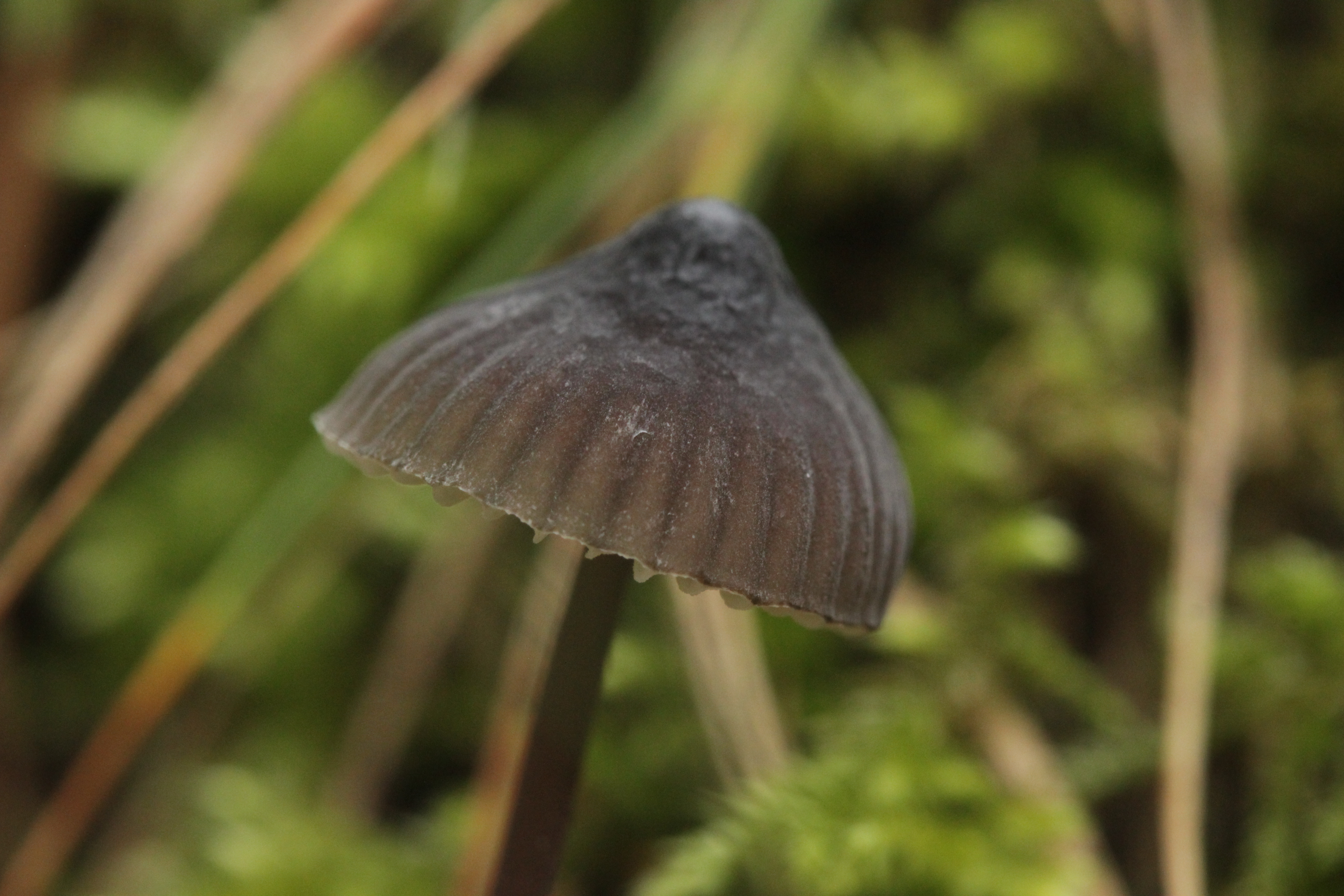
Mycena leucogala
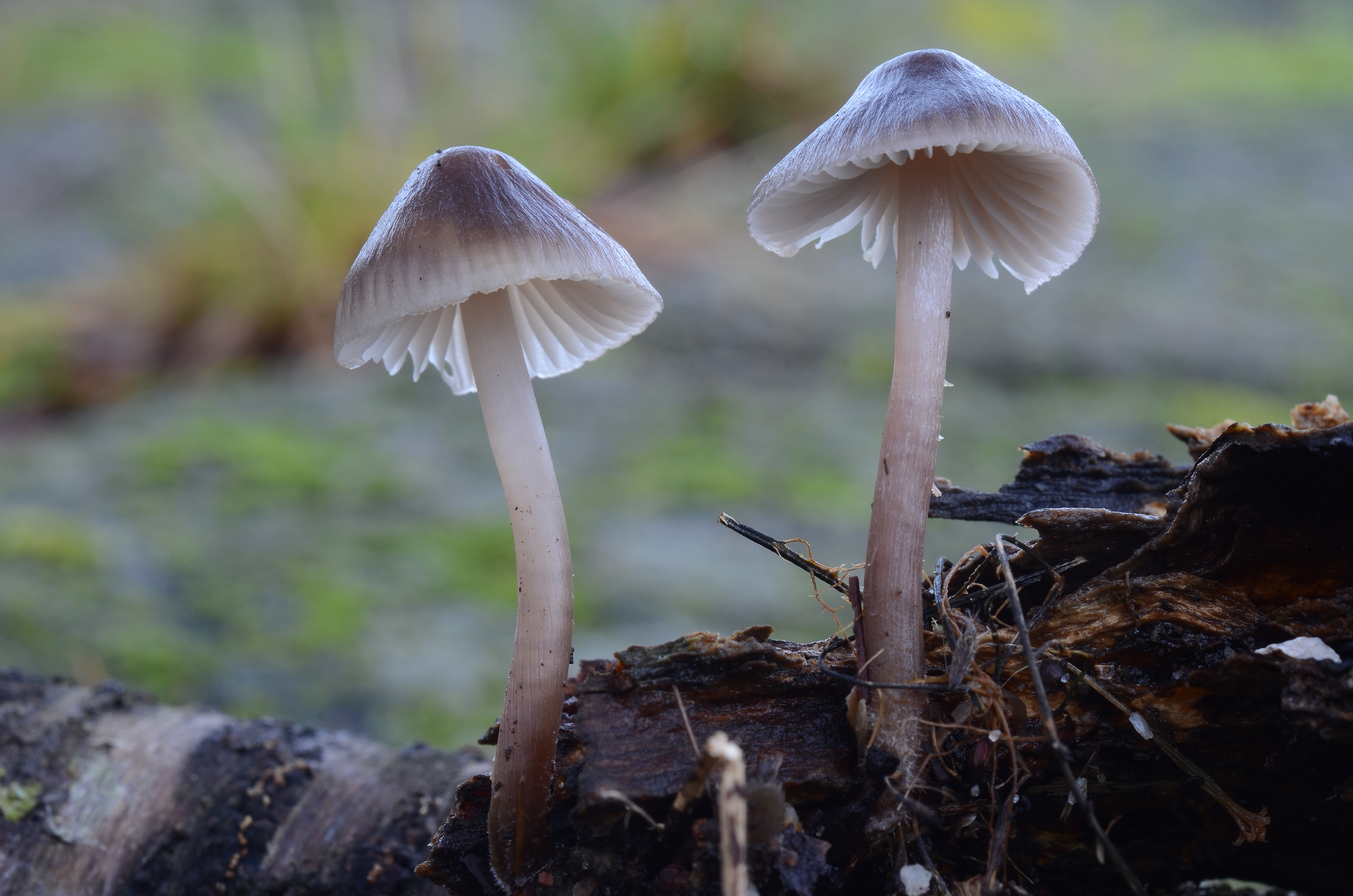
Mycena maculata
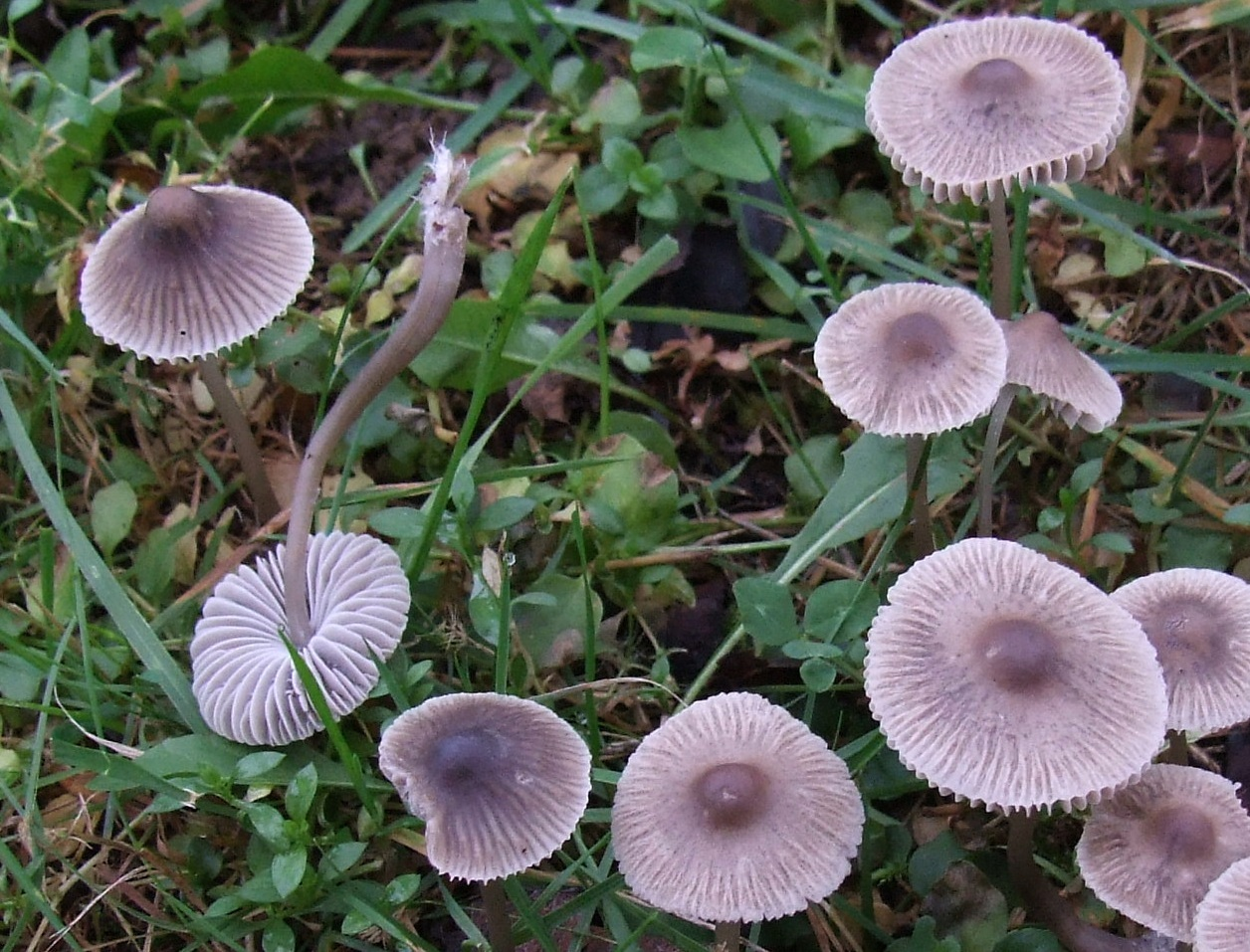
Mycena polygramma

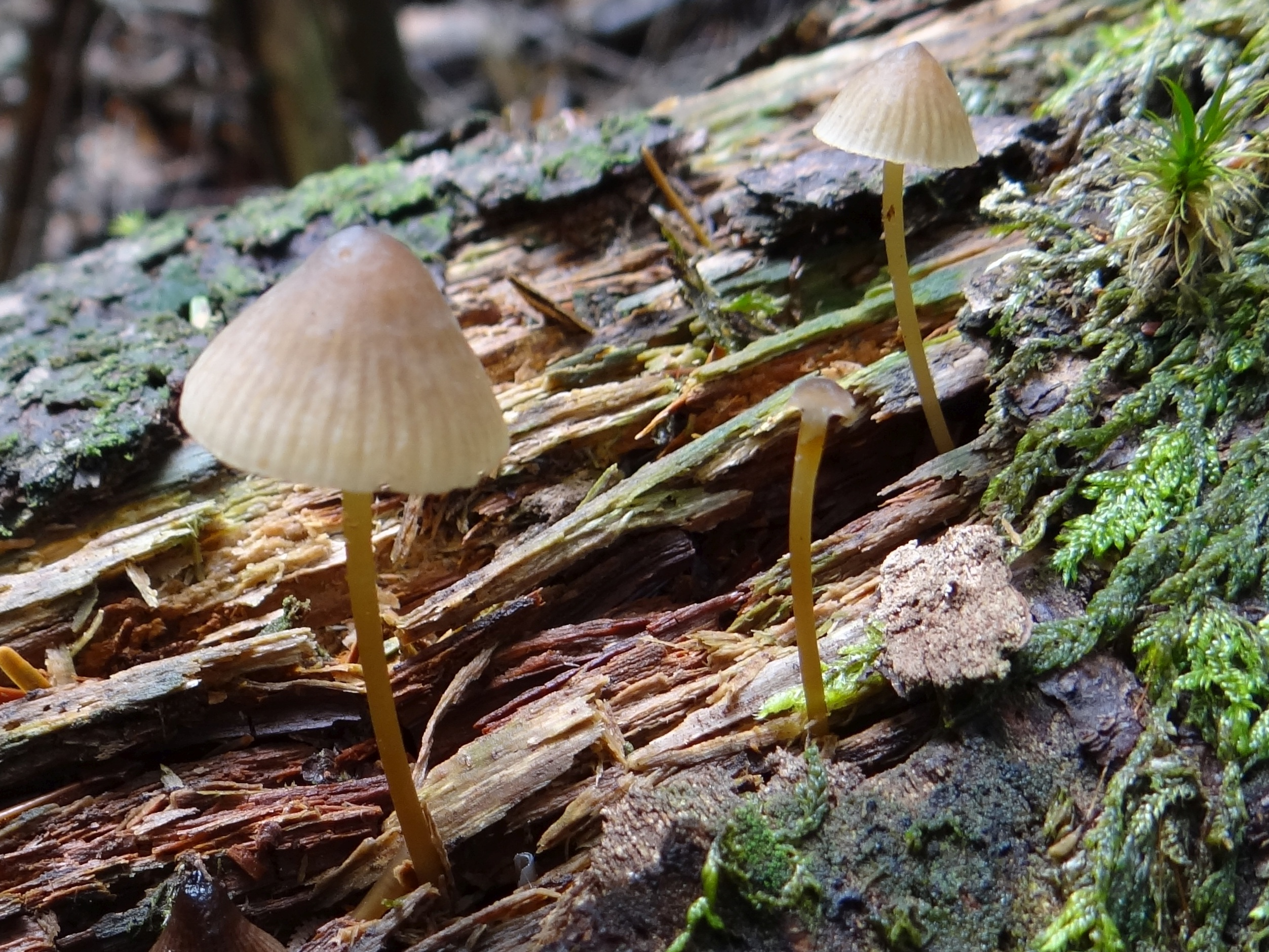
Mycena renati sin. Mycena flavipes
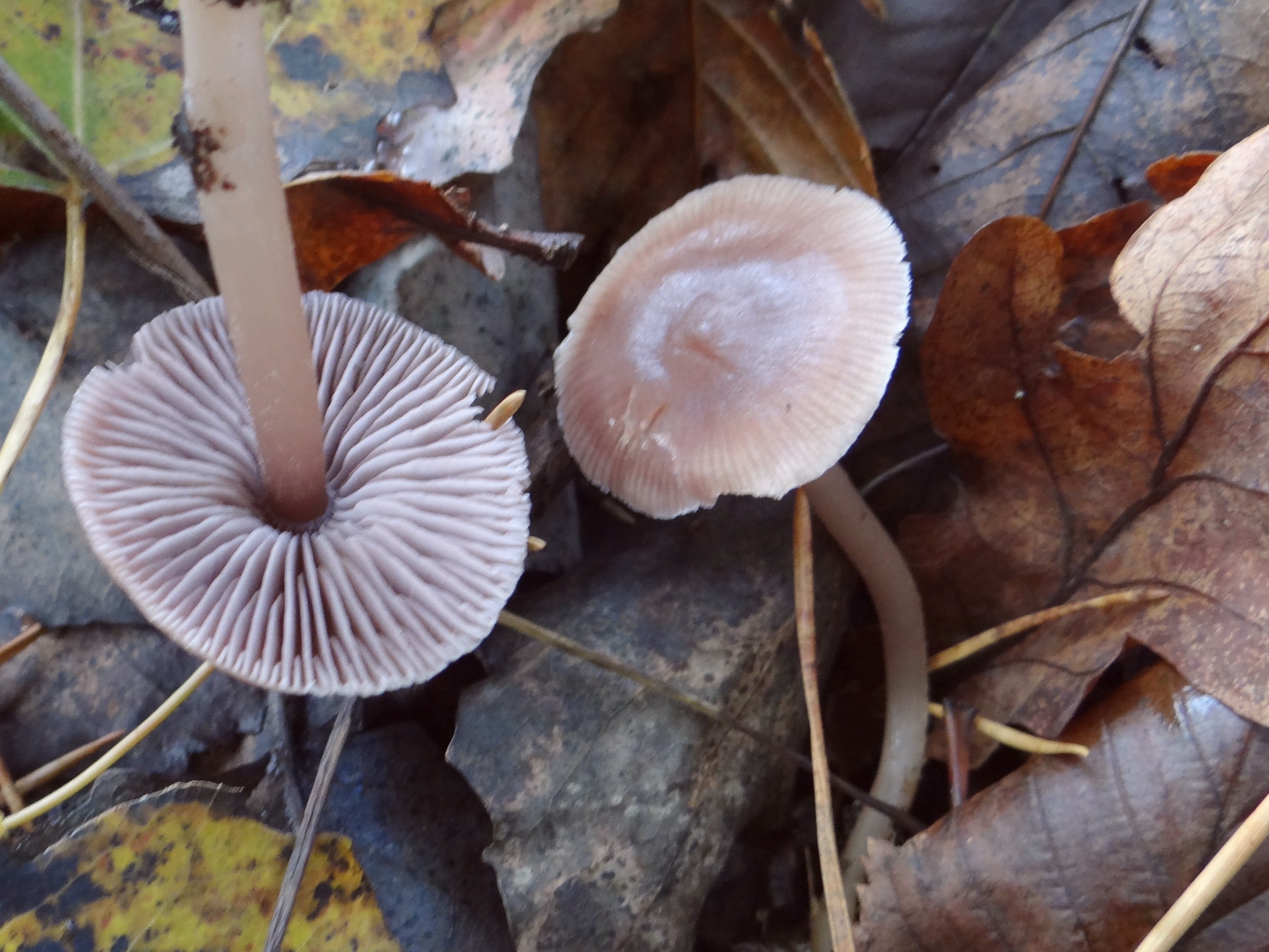
Mycena rosea
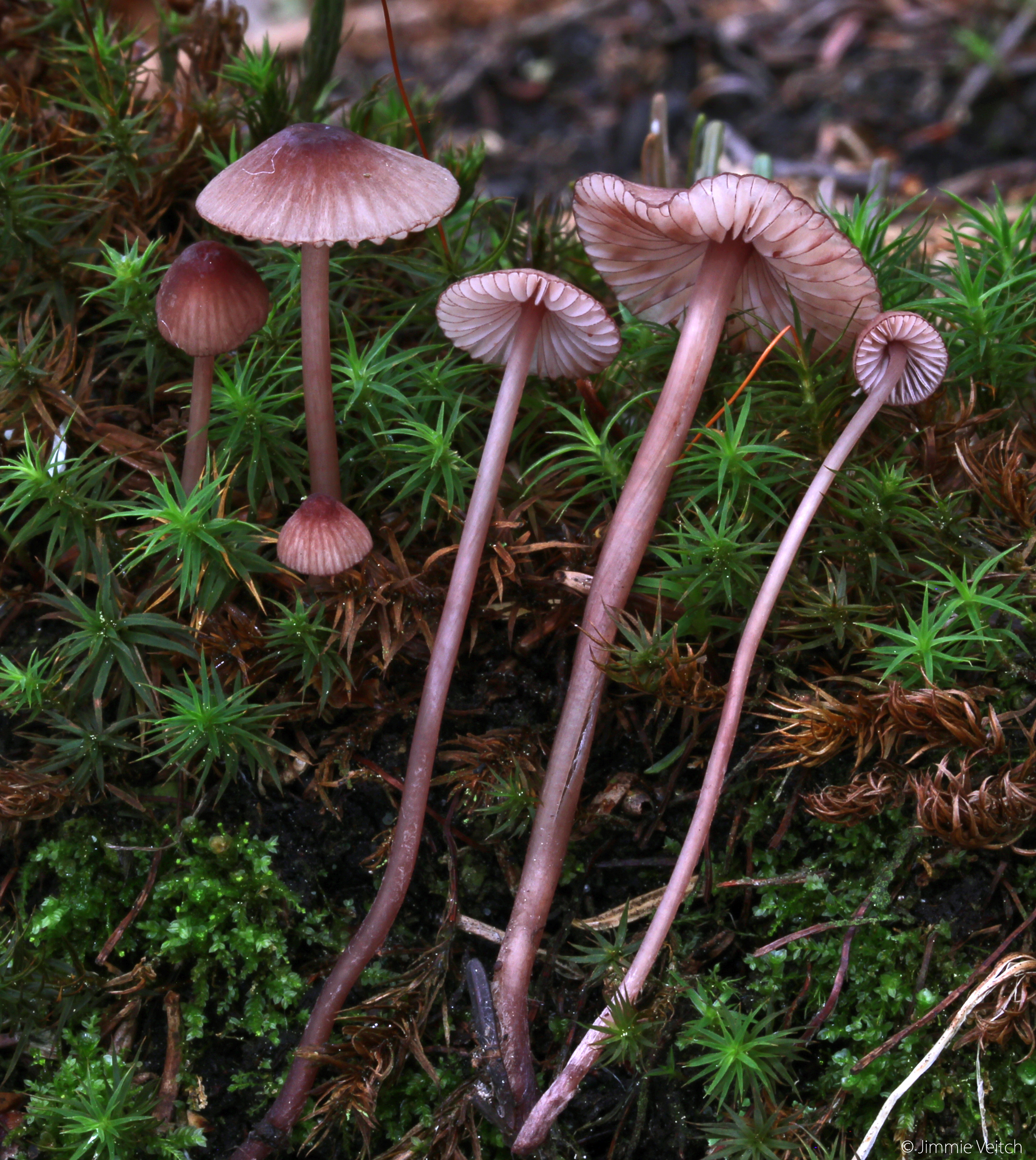
Mycena sanguinolenta
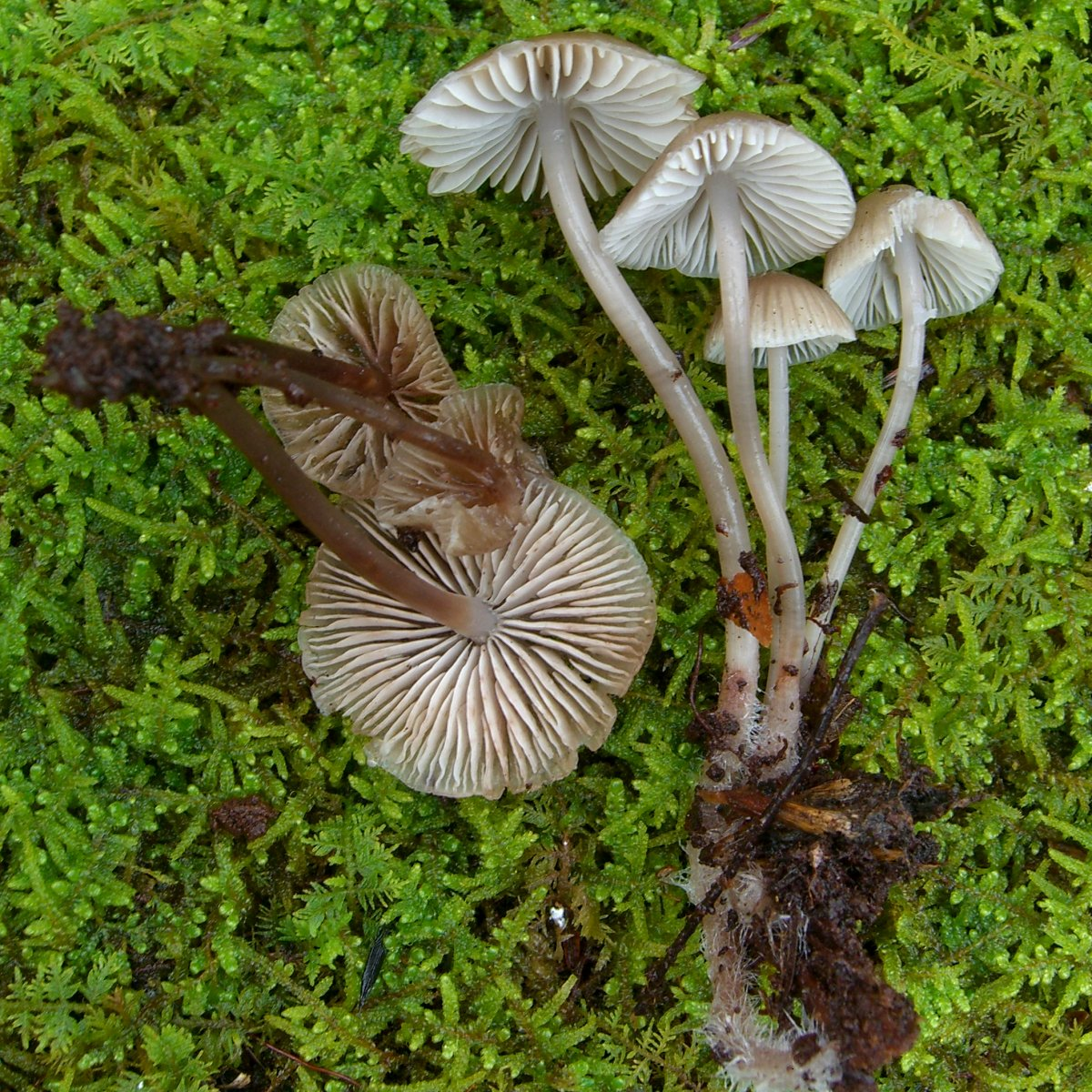
Mycena vitilis

## Valorificare
Pe de o parte, căciulița mușchiului s-ar dezintegra datorită gingășiei și micimii ei în timpul transportului, pe de alta nu este de miros și savoare convingătoare. De acea nu se potrivește pentru bucătărie.
Dar ciuperca are un folos, prin descompunerea lemnului mort, buturugilor și buștenilor căzuți pe pământ, permițând și ea o sursă de biodiversitate. Fără lemnul mort în descompunere pădurile naturale ar fi foarte fragile, fiind afectat echilibrul ecologic, pădurile ar fi slabe în biodiversitate si foarte inadecvate.
În 1999, profesorul olandez pentru chimie organică Joannes Bernardus Pieter Antonius Wijnberg și colaboratori au raportat prezența mai multor compuși antifungici înrudiți structural cu așa numite endosulfane (benzoxepine) în latexul lui Mycena galopus. Unul dintre acești compuși, 6-hidroxipterolina, este un derivat al puternicului metabolit antifungic pterulon, izolat prima dată din culturile imersate de speciile Pterula în 1997. Activitatea antifungică a pterulonului se bazează pe inhibarea selectivă a enzimei NAD dehidrogenază de către lanțul transportor de electroni. O publicație din 2008 a raportat că esterii acizilor grași ai endosulfanului servesc ca precursori ai apărării chimice activate prin răni. Când corpul fructifer este rănit și latexul este expus, o enzimă esterază (o enzimă care împarte esterii într-un acid și un alcool într-o reacție chimică cu apă, numită hidroliză), clipește, probabil, benzoxepinele esterificate inactive în formele lor active, unde pot ajuta la apărarea ciupercii împotriva drojdiilor și a ciupercilor parazite. De acea, ciuperca este foarte rar atacată de ciuperci parazite în natură, cu toate acestea, este predispusă la o infecție prin Spinellus fusiger, care este insensibil pentru endosulfanele speciei.